# Sforza Pallavicino
Francesco Maria Sforza PALLAVICINO (Roma, 28 de noviembre de 1607 - Roma, 5 de junio de 1667) fue un historiador, teólogo y cardenal italiano.

## Biografía
Fue bautizado el 2 de diciembre de 1607 con el nombre de PALLAVICINO, Francesco Maria Sforza.
Hijo mayor de la rama de Parma de la noble familia de los Pallavicini, renunció a la herencia paterna para seguir la carrera clerical. Estudió literatura, filosofía y teología en el Collegio Romano, donde obtuvo los doctorados en filosofía (1625) y teología (1628). Cursó, además, estudios de derecho en La Sapienza. Su origen noble y talento innegable hicieron que Pallavicino ascendiese en el servicio de la Curia Romana, pero en 1632 incurrió en el enojo de Urbano VIII, quien le mandó a gobernar varias ciudades montañosas de poca importancia en el centro de Italia (Iesi, Orvieto y Camerino), lejos de los círculos literarios de Roma, donde era ya famoso como poeta, tanto en latín como en italiano. Contra los deseos de su familia, entró en la Compañía de Jesús y enseñó (1639-1642) filosofía en el Collegio Romano. En 1644 sucedió en la cátedra de teología a Juan de Lugo, creado cardenal, y siguió su docencia hasta 1652.
En 1651, Inocencio X le había encargado refutar la Istoria del Concilio tridentino del servita Paolo Sarpi. Pallavicino continuó la labor de Terencio Alciati, quien por veinticinco años había recogido copioso material, pero que la muerte le impidió terminar. La gran obra en dos volúmenes de Pallavicino, Istoria del Concilio di Trento (1656-1657) no tiene la brillantez y penetración de la de Sarpi, pero está mejor documentada. Ambas manifiestan fuertes prejuicios en direcciones opuestas, y sólo la reciente de Hubert Jedin las ha sustituido.
En 1655, Fabio Chigi, el amigo más íntimo de Pallavicino desde su juventud, fue elegido papa como Alejandro VII. Este, que con frecuencia le consultaba, le creó cardenal in pectore el 9 de abril de 1657, y lo hizo público el 10 de noviembre de 1659.
Pallavicino comenzó una biografía del Papa, pero tuvo que dejarla sin terminar, ya que el trabajo en varias congregaciones y, en especial, la del Santo Oficio, requerían todo su tiempo.
Al caer enfermo en abril de 1667, se trasladó al noviciado de Sant'Andrea al Quirinale (en la misma Roma) y murió el 5 de junio de 1667, dos semanas después que el papa.
Fue sepultado en la iglesia del noviciado.

## Obras
Su producción literaria fue vasta y variada. Escribió sobre el estilo literario y compuso una tragedia Ermenegildo martire (1644), que se estrenó en el Collegio Romano. Sus Vindicationes Societatis Jesu responden, a petición del Padre General Vincenzo Carafa, a las acusaciones contra la Compañía de Jesús del exjesuita Giulio Clemente Scotti. Sus obras teológicas, que deben mucho a su amigo Lugo, revelan más erudición que originalidad. Entre éstas, las mejores fueron Assertiones Theologicae y Disputationes in primam secundae D. Thomae; sobre estética Arte dello stile e del dialogo (1646); sobre filosofía moral, Del Bene (1644), y en espiritualidad, Arte della perfezione Cristiana (1665), que se hizo muy popular, gracias a su estilo atractivo. Su secretario, Giambattista Paravelli, publicó una colección de sus cartas en 1668.
- Pallavicino, Sforza (2015). I fasti sacri. Lecce: Argo. ISBN 978-88-8234-130-5.

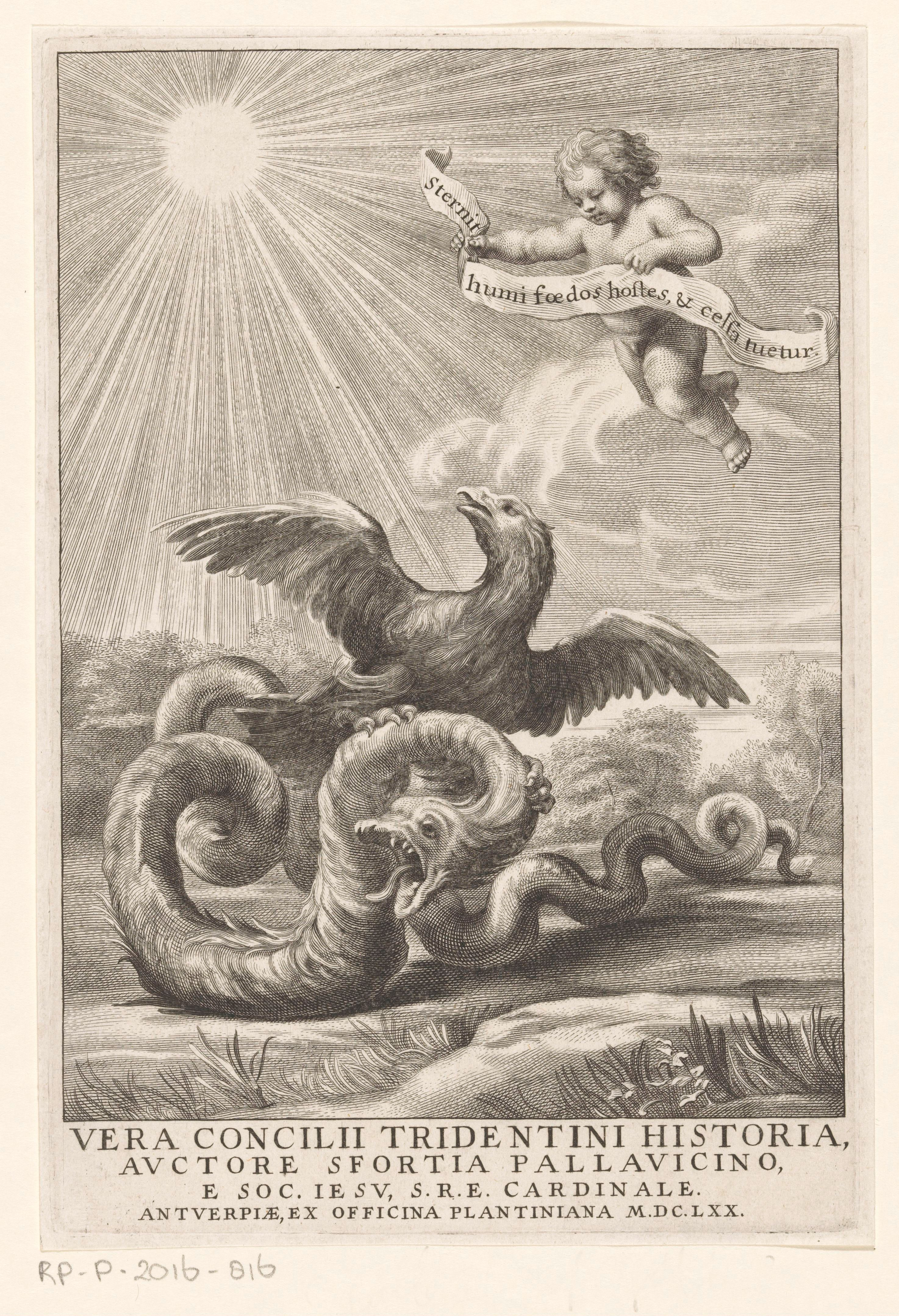
Sforza Pallavicino, Vera concilii tridentini historia, Amberes, Officina Plantiniana, 1670.

- Pallavicino, Sforza (1644). Ermenegildo martire. Roma: per gli eredi del Corbelletti.
- Pallavicino, Sforza (1644). Del bene libri quattro. Roma: per gli eredi del Corbelletti.
- Pallavicino, Sforza (1646). Considerazioni sopra l'arte dello stile e del dialogo. Roma: per gli eredi del Corbelletti.
- Pallavicino, Sforza (1649). Vindicationes Societatis Jesu, quibus multorum accusationes in eius Institutum, leges, palestre, mores refelluntur (en latín). Roma: typis Dominici Manelphi.
- (en latín) Assertiones theologicæ, Roma, 1649-1652.
- Pallavicino, Sforza (1653). RP Sfortiæ Pallavicini... Disputationum in Iam IIæ d. Thomae Tomus I (en latín). Lyon: Sumpt. Philip. Borde, Laur. Arnaud & Cl. Rigaud.
- Pallavicino, Sforza (1656). Istoria del Concilio di Trento, scritta dal P. Pallavicino, della Compagnia di Giesù ove insieme di rifiutasi con testimonianze auterevoli un Istoria falsa divolgata nello stesso argomento sotto il nome di Pietro Soave Polano 1. Roma: nella Stamperia d'Angelo Bernabò dal Verme Erede del Manelfi.
- Pallavicino, Sforza (1657). Istoria del Concilio di Trento, scritta dal P. Pallavicino, della Compagnia di Giesù ove insieme di rifiutasi con testimonianze auterevoli un Istoria falsa divolgata nello stesso argomento sotto il nome di Pietro Soave Polano 2. Roma: nella Stamperia d'Angelo Bernabò dal Verme Erede del Manelfi.
- Avvertimenti grammaticali per chi scrive in lingua italiana, 1661
- Pallavicino, Sforza (1665). Arte della perfezione cristiana, divisa in tre libri. Roma: ad instanza di Iacomo Antonio Celsi, libraro appresso al Collegio Romano.
- Sforza Pallavicino, Della vita di Alessandro VII, Prato, Nella Tipografia dei F.F. Giaccheti, 1839-1840, voll. 1-2.